# 根西行政區
根西行政區（英語：Bailiwick of Guernsey）是英国王室的一个王室屬地，位于英吉利海峡靠近法国海岸线的海峡群岛之中。澤西外的各島组成了「根西行政区」，首府為聖彼得港。行政區總面积有78平方公里，其人口（截至2004年）已達65,031人。
根西行政区包括三个独立的辖区：
- 根西，其中还包括附近的赫姆岛、杰图岛（英语：Jethou）以及附近的无人岛。
- 薩克，其中还包括布雷库岛以及附近的无人岛。
- 奧爾德尼，和周围一些无人岛。

## 另見
- 澤西

### 引用文献
1. . 1823. 2019-09-11  [2021-08-29]. （原始内容存档于2021-08-29）.
2. . 經濟部標準檢驗局.   [2016-02-17].
3. . 行政院農業委員會. 2008-09-14  [2016-02-17].
4. 國際組織司. . 中華民國外交部. 2015-08-14  [2016-02-17]. 法務部及外交部派員出席在巴貝多橋鎮舉行之EG本屆年會，我代表團亦與耿西島（Guernsey Island）簽署雙邊防制洗錢合作備忘錄（MOU），使我對外簽署之相關MOU增至37個。

### 译名举例
1. 中国商品网：
. 中华人民共和国商务部. 2006年7月28日  [2015年12月31日]. （原始内容存档于2017年7月2日）.
2. 中国干部学习网：莫尔, 亨利. . . 英國.   [2015年12月31日]. （原始内容存档于2018年3月9日）.
3. 天涯法律网：李斯特, F. . .   [2015年12月31日]. （原始内容存档于2016年3月5日）.
4. . AccuWeather.   [2016年11月9日]. （原始内容存档于2016年11月9日）.

## 外部連結
- 中的“Guernsey”
- States of Guernsey （页面存档备份，存于）
- VisitGuernsey - Guernsey tourism （页面存档备份，存于）